# 淨土十疑論
《淨土十疑論》一卷，又稱天台十疑論、阿彌陀經決十疑，署名隋天台智者大師說，闡明求生淨土之理。

## 考證
宋朝天台宗法師慈雲遵式列名此書為天台智者大師所說。
此書經日本學者望月信亨考證，應該不是天台智者的作品。首先，本書在第七疑中引用了玄奘《大唐西域記》中無著、世親三兄弟的故事，此書之作晚於玄奘，不可能是智者大師所作。次者，隋唐的佛教著作都沒有提及此書。日本所傳的天台宗著作中，也沒有此書的記載。
唐朝時，此書以《阿彌陀經決十疑》為書名，由最澄傳入日本，在天寶年間已經開始流傳。但《傳教大師將來台州錄》中沒有寫出作者，延曆寺玄日的《天台宗章疏》中，稱此書作者為荊溪湛然。根據本書後序，本書在宋朝時由天台宗明智中立傳給陳瓘。因此此書為天台智者所作的傳說，可能是在宋朝後才出現。